# Rhaphuma rubromaculata
Rhaphuma rubromaculata är en skalbaggsart som beskrevs av Dauber 2006. Rhaphuma rubromaculata ingår i släktet Rhaphuma och familjen långhorningar. Inga underarter finns listade i Catalogue of Life.